# Saturn-Award-Verleihung 1993
Die 19. Saturn-Award-Verleihung fand am 8. Juni 1993 statt. Erfolgreichste Produktion mit fünf Auszeichnungen wurde Dracula.

## Nominierungen und Gewinner

### Film
| Kategorie                    | Preisträger                              | Film                               | Nominierungen |
| ---------------------------- | ---------------------------------------- | ---------------------------------- | --- |
| Bester Science-Fiction-Film  |                                          | Star Trek VI: Das unentdeckte Land | Alien 3 Freejack – Geisel der Zukunft Liebling, jetzt haben wir ein Riesenbaby Der Rasenmähermann Jagd auf einen Unsichtbaren |
| Bester Horrorfilm            |                                          | Dracula                            | Basic Instinct Braindead Candyman’s Fluch Die Hand an der Wiege Hellraiser III Twin Peaks – Der Film |
| Bester Fantasyfilm           |                                          | Aladdin                            | Addams Family Batmans Rückkehr Die Schöne und das Biest Der Tod steht ihr gut Hook Toys |
| Beste Regie                  | Francis Ford Coppola                     | Dracula                            | David Fincher für Alien 3 Paul Verhoeven für Basic Instinct Tim Burton für Batmans Rückkehr Robert Zemeckis für Der Tod steht ihr gut Randal Kleiser für Liebling, jetzt haben wir ein Riesenbaby William Friedkin für Rampage – Anklage Massenmord |
| Bestes Drehbuch              | James V. Hart                            | Dracula                            | Vincent Ward, David Giler, Walter Hill & Larry Ferguson für Alien 3 Joe Eszterhas für Basic Instinct Brent Maddock, S. S. Wilson, Bernard Rose für Candyman’s Fluch Martin Donovan & David Koepp für Der Tod steht ihr gut Nicholas Meyer & Denny Martin Flinn für Star Trek VI: Das unentdeckte Land David Lynch & Robert Engels für Twin Peaks – Der Film |
| Beste Spezialeffekte         | Ken Ralston Tom Woodruff Jr. Alec Gillis | Der Tod steht ihr gut              | Alan Munro für Addams Family George Gibbs, Richard Edlund, Alec Gillis & Tom Woodruff Jr. für Alien 3 Richard Taylor & Bob McCarron für Braindead Roman Coppola für Dracula Frank Ceglia, Paul Haines & Tom Ceglia für Der Rasenmähermann Bruce Nicholson & Ned Gorman für Jagd auf einen Unsichtbaren                                                      |
| Beste Musik                  | Angelo Badalamenti                       | Twin Peaks – Der Film              | Alan Menken für Aladdin Jerry Goldsmith für Basic Instinct Alan Menken für Die Schöne und das Biest Wojciech Kilar für Dracula Alan Silvestri für Der Tod steht ihr gut Hans Zimmer & Trevor Horn für Toys |
| Bestes Kostüm                | Eiko Ishioka                             | Dracula                            | Bob Ringwood & David Perry für Alien 3 Bob Ringwood, Mary E. Vogt & Vin Burnham für Batmans Rückkehr Lisa Jensen für Freejack – Geisel der Zukunft Robyn Reichek für Mom und Dad retten die Welt Dodie Shepard für Star Trek VI: Das unentdeckte Land Albert Wolsky für Toys                                                                                |
| Bestes Make-Up               | Stan Winston Ve Neill                    | Batmans Rückkehr                   | Greg Cannom, Matthew W. Mungle & Michèle Burke für Dracula Bob Keen für Candyman’s Fluch Dick Smith & Kevin Haney für Der Tod steht ihr gut Bob Keen für Hellraiser III Stan Winston & Steve Johnson für Highway zur Hölle Michael Mills & Ed French für Star Trek VI: Das unentdeckte Land                                                                 |
| Bester Hauptdarsteller       | Gary Oldman                              | Dracula                            | Raúl Juliá für Addams Family Bruce Willis für Der Tod steht ihr gut Chevy Chase für Jagd auf einen Unsichtbaren John Lithgow für Mein Bruder Kain Michael Gambon für Toys Robin Williams für Toys |
| Beste Hauptdarstellerin      | Virginia Madsen                          | Candyman’s Fluch                   | Sigourney Weaver für Alien 3 Sharon Stone für Basic Instinct Meryl Streep für Der Tod steht ihr gut Winona Ryder für Dracula Rebecca De Mornay für Die Hand an der Wiege Sheryl Lee für Twin Peaks – Der Film |
| Bester Nebendarsteller       | Robin Williams                           | Aladdin                            | Charles S. Dutton für Alien 3 Danny DeVito für Batmans Rückkehr Kevin Spacey für Gewagtes Spiel Anthony Hopkins für Dracula Sam Neill für Jagd auf einen Unsichtbaren Ray Wise für Twin Peaks – Der Film |
| Beste Nebendarstellerin      | Isabella Rossellini                      | Der Tod steht ihr gut              | Rene Russo für Freejack – Geisel der Zukunft Julianne Moore für Die Hand an der Wiege Marcia Strassman für Liebling, jetzt haben wir ein Riesenbaby Frances Sternhagen für Mein Bruder Kain Kim Cattrall für Star Trek VI: Das unentdeckte Land Robin Wright Penn für Toys                                                                                  |
| Bester Nachwuchsschauspieler | Scott Weinger                            | Aladdin                            | Christina Ricci für Addams Family Robert Oliveri für Liebling, jetzt haben wir ein Riesenbaby Daniel Shalikar für Liebling, jetzt haben wir ein Riesenbaby Joshua Shalikar für Liebling, jetzt haben wir ein Riesenbaby Brandon Quintin Adams für Haus der Vergessenen Edward Furlong für Friedhof der Kuscheltiere II                                      |

### Fernsehen
| Kategorie                             | Preisträger | Film         | Nominierungen |
| ------------------------------------- | ----------- | ------------ | --- |
| Beste Syndication-/Kabel-Fernsehserie |             | Die Simpsons | Batman Intruders – In der Gewalt von Außerirdischen Zurück in die Vergangenheit Ren und Stimpy Raumschiff Enterprise: Das nächste Jahrhundert Geschichten aus der Gruft |

### Homevideo
| Kategorie                   | Preisträger | Film    | Nominierungen                                                                                |
| --------------------------- | ----------- | ------- | -------------------------------------------------------------------------------------------- |
| Beste Videoveröffentlichung |             | Killer! | Frankenweenie Highway zur Hölle Im Bann des Voodoos Shadowchaser Drácula Due occhi diabolici |

### Ehrenpreise
| Kategorie                 | Preisträger    | Film | Nominierungen |
| ------------------------- | -------------- | ---- | ------------- |
| George Pal Memorial Award | Frank Marshall |      |               |
| Life Career Award         | David Lynch    |      |               |
| President’s Award         | Gale Anne Hurd |      |               |
| Service Award             | Alice La Deane |      |               |